# Stalburger Oede
Die Stalburger Oede, zuvor auch Odenburg, war einer von zahlreichen mittelalterlichen Adels- und Patriziersitzen in der Gemarkung von Frankfurt am Main. Die Wasserburg, an die zumindest zeitweise Garten, Wiesen, Weiher und ein Weingarten anschlossen, lag auf Höhe der heutigen Glauburgstraße im Stadtteil Frankfurt-Nordend.
Die Anlage lässt sich urkundlich bis an den Anfang des 15. Jahrhunderts zurückverfolgen und ist heute noch in den Außenmauern erhalten, in die seit Ende des 19. Jahrhunderts eine gleichnamige Gaststätte mit Theater integriert ist. Die heutige Anschrift lautet Glauburgstraße 80 / Humboldtstraße 67.

## Topographie und Etymologie

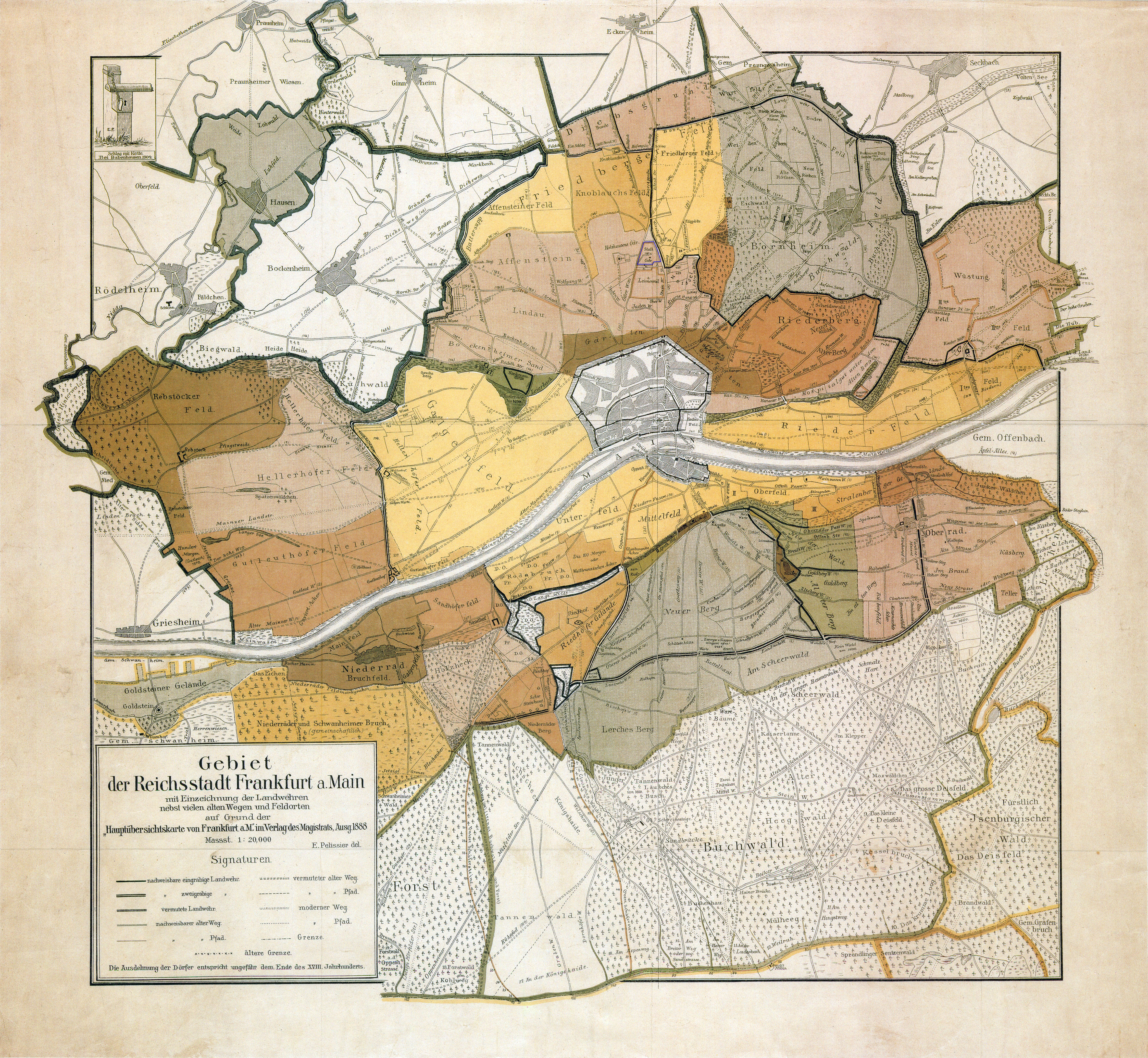
Die Frankfurter Landwehr Ende des 18. Jahrhunderts, die im Nordosten gelegene Stalburger Oede ist blau hervorgehoben
(Chromolithographie von Eduard Pelissier, 1905)

Das in etwa trapezförmige Gelände der Stalburger Oede schloss im Süden, durch einen schmalen Feldweg getrennt, an die alte, bereits seit Mitte des 14. Jahrhunderts bezeugte Gemarkung Leimenrod an.
Als Roden bezeichnete Flurstücke stellten ursprünglich Wälder dar, die im Zuge der Besiedelung des Landes in Felder umgewandelt wurden (Rodung). Attributierungen bezogen sich dann oft auf die Eigenschaften der dort einst wachsenden Bäume oder des Bodens, so auch in diesem Falle.
Nach Ost und West wurde das Hofgelände von der bereits im Mittelalter existierenden Eckenheimer Landstraße respektive dem Oeder Weg begrenzt. Hinter der Eckenheimer Landstraße befand sich, bis Bornheim 1474 mit der Teilung des Bornheimerbergs an Frankfurt kam, die sogenannte Zwerchlandwehr.
Die Zwerchlandwehr stellte in Ergänzung zu den Stadtmauern einen zusätzlichen Verteidigungsring aus undurchdringlichen Hecken und Gräben dar. Damit stand die Stalburger Oede bis Ende des 15. Jahrhunderts direkt vor der Grenze eines Gebietes, das der mit der Stadt verfeindeten Grafschaft Hanau gehörte.
Die ältere Bezeichnung des Hofes als Odenburg bezog sich noch direkter als die jüngere oder die Benennung der benachbarten Holzhausenschen Oede (heute Holzhausenschlösschen) auf die Tatsache, dass sich dort ein burgähnliches Gebäude in einer abgelegenen, grenznahen Lage befand. „Od“, „Ode“ oder das später gebräuchliche „Oede“ war somit eine lokaltypische Bezeichnung für die innerhalb der Landwehr verstreut gelegenen Landsitze des städtischen Adels und Patriziats.
Etymologische Erklärung für den Namen des Oeden Wegs, der sich direkt nördlich des Hofes mit der Eckenheimer Landstraße vereinigte, die der Zwerchlandwehr weiter folgte, ist nicht nur der einstige Verlauf durch ein menschenleeres Gebiet, sondern auch die Rolle als einziger Weg zu den „Oeden“.

## Geschichte
Die Ursprünge der Anlage sind unbekannt. Ein gerichtlicher Kaufbrief aus dem Jahr 1415 erwähnt sie erstmals unter ihrem alten Namen Odenburg. Die Urkunde wurde eigentlich über den Kauf von 4 Morgen Land südlich davon ausgestellt, nutzte den Namen jedoch zur Präzisierung der Ortsangabe mit „gelegen im leymenrode by der Odenburg und stoszen uf der Eckenheimer weg“. Die Ersterwähnung erlaubt die Aussage, dass der Hof 1415 existierte, und, da er bereits ein gängiger Begriff war, auch deutlich vor diesem Jahr erbaut worden sein muss. Über den baulichen Zustand in dieser Zeit ist nichts überliefert.
1498 kaufte Claus Stalburg den Hof von seinem Vorbesitzer, Peter Leideleben von Carben. Stalburg, der auch den Beinamen der Reiche trug, war nicht nur mehrfach älterer und jüngerer Bürgermeister der Stadt, sondern auch der vermögendste Frankfurter Patrizier seiner Zeit. Der Kauf des Hofes auf dem Land ging einher mit dem Bau eines Familiensitzes in der Stadt, der Großen Stalburg, die als eines der bedeutendsten und schönsten Bauwerke der bürgerlichen Spätgotik in der freien Reichsstadt galt.
In seiner Kaufverpflichtung charakterisierte Stalburg die Anlage als „gelegen vor der Eschenemer porten, die kleyne oede zu dieser zyt genent“, ihre ältere Bezeichnung war demnach bereits wieder unter Leideleben von Carben in Vergessenheit geraten. In der Bezeichnung als „kleyne oede“ ist eine Abgrenzung zur nahe gelegenen Holzhausenschen Oede, heute besser bekannt als Holzhausenschlösschen, zu sehen. Dass der neue Eigentümer seinen Landsitz ähnlich prächtig ausstattete wie sein Stadthaus, oder gar neu erbauen ließ, liegt nahe, ist jedoch nicht überliefert.

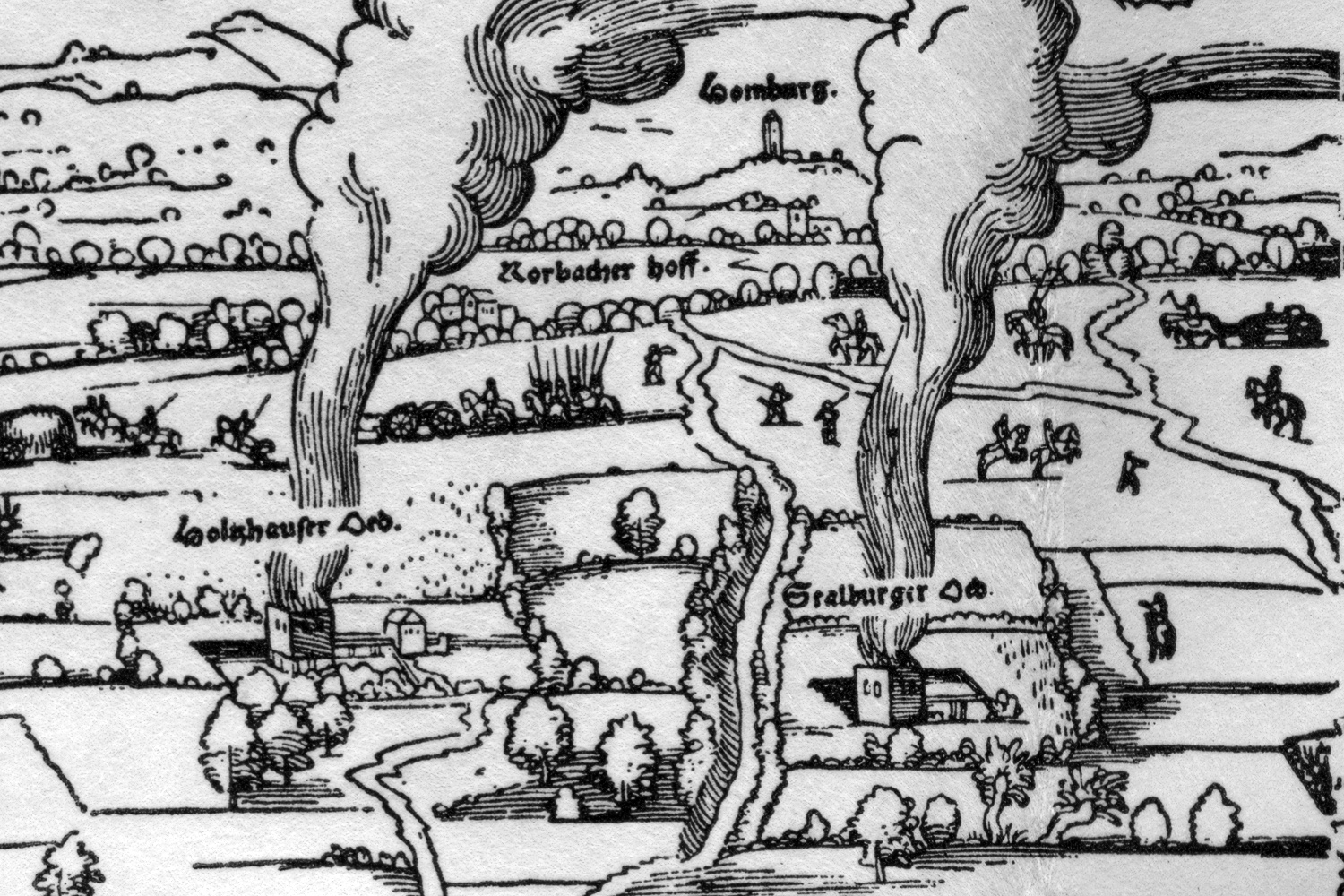
Stalburger Oed auf dem Belagerungsplan, 1552
(Holzschnitt von Conrad Faber von Kreuznach)

Nach dem Tode Claus Stalburgs ging der Hof an seinen zweiten Sohn, Kraft Stalburg über. Er musste ihn 1539 aus unbekannten Gründen verpfänden, jedoch liefert die Urkunde erstmals einen genauen Hinweis über den Umfang der Anlage. So wird dort neben der Behausung ein Garten, Wiesen, Weiher und ein Weingarten erwähnt.
1552 wurde die Stalburger Oede bei der – letztlich erfolglosen – Belagerung Frankfurts durch protestantische Reichsfürsten um Moritz von Sachsen wie fast alle ähnlichen Anlagen in der Gemarkung gebrandschatzt. Der damals angefertigte Belagerungsplan, eine der ersten topographischen Darstellungen des Stadtgebiets überhaupt, zeigt auch die – brennende – Stalburger Oede zum ersten Mal, lässt jedoch wenig bauliche Details erkennen.
Stalburg ließ das Gebäude danach wiederherstellen, woran eine später über der Tür eingemauerte Inschrift erinnerte:

„Als im Jahre 1552 am 17. März einige Fürsten die benachbarte Stadt mit schwerer Belagerung bedrängten, wurde mein väterliches Haus verbrannt und durch mich, Kraft Stalburg, in Erinnerung dessen von Neuem wieder erbaut.“

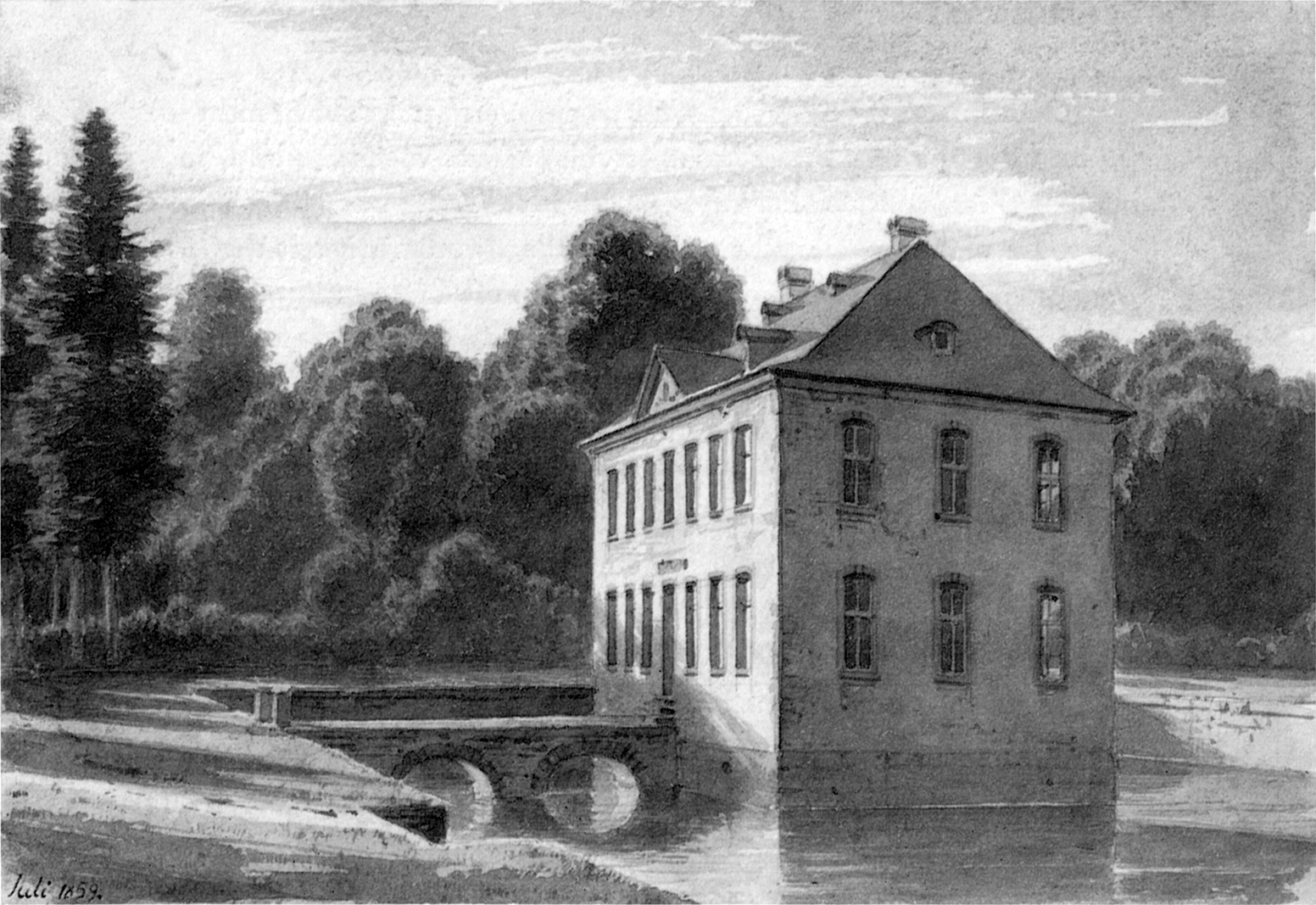
Zustand zwischen 1734 und 1839, Rekonstruktion nach Carl Theodor Reiffenstein
(Aquarell)

Kraft Stalburg blieb ohne Erben und starb 1572. Er hatte allerdings noch dreizehn Geschwister, von denen acht das Erwachsenenalter erreichten. Er bestimmte daher in seinem Testament vom 3. August 1567, dass immer der älteste männliche Vertreter der Linie Stalburg den Hof, ebenso wie das Stammhaus in der Stadt besitzen, und es zugleich unterhalten, aber niemals verändern oder gar abreißen solle. In dem Testament beschrieb Stalburg die Anlage als den „stainen stock, die clain ode oder Stalburger ode“.
Der Hof blieb in den folgenden Jahrhunderten im Besitz der Familie. Im 18. Jahrhundert, wahrscheinlich kurz vor 1734, wurde die Anlage barockisiert. Einziger Hinweis darauf ist allerdings eine Jahreszahl an einem im Garten befindlichen Brunnen, die zufriedenstellend mit den stilistischen Merkmalen des Gebäudes übereinstimmt, das in diesem Zustand in das 19. Jahrhundert überkam. Nachdem 1808 das Geschlecht mit dem kinderlos gebliebenen Johann Adolph Friedrich von Stalburg ausstarb, kam die Stalburger Oede 1812 zur Versteigerung, der Hof ging für 22.000 Gulden an Amschel Mayer von Rothschild. Die nun einsetzenden Veränderungen sind überwiegend durch den 1820 geborenen Maler Carl Theodor Reiffenstein überliefert.
Demnach wurde der einstige Graben um 1839 zugeschüttet, die Brücke entfernt, neue Fensterscheiben eingesetzt und das Haus weiß angestrichen. 1873 ging das Gelände im Zuge der Erschließung des Nordends an die Internationale Baubank über, die zunächst das Gelände um den Hof einebnen und die alten Bäume entfernen ließ, um eine Parzellierung und Bebauung zu ermöglichen.

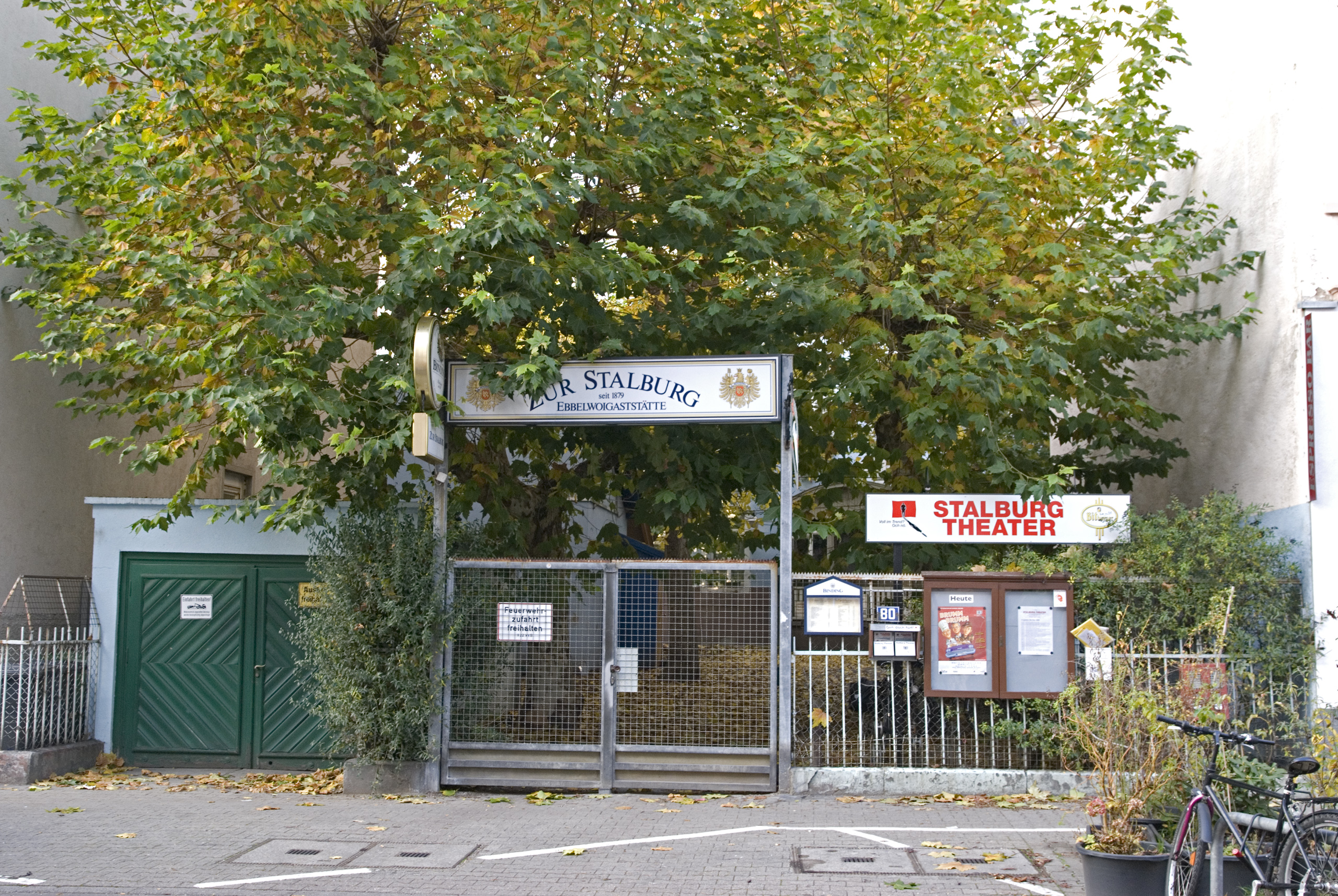
Zugang zur Gastwirtschaft an der Glauburgstraße, November 2008

Damit war der Weg frei für die typischen, regelmäßigen Straßenanlagen des Historismus mit ausgedehnten Hofflächen innerhalb der Straßenblöcke, wie sie bis heute unter anderem das Nordend prägen. Ihre Betrachtung auf Karten und Satellitenbildern lässt erkennen, dass es reiner Zufall war, dass das historische Gebäude nicht in einer Straßenflucht, sondern einem Innenhof lag und somit nicht auch dem Abbruch zum Opfer fiel.
1874 bemerkte Reiffenstein, dass das Gebäude um ein weiteres Stockwerk aufgestockt wurde, womit ursprüngliches Keller-, Erd- und Obergeschoss erhalten blieben. 1876 erfolgte dann auch die Planierung des eigentlichen Hofgeländes, wobei der historische Brunnen, wie Reiffenstein weiter berichtete, unbeachtet der Zerstörung zum Opfer fiel.
1879 eröffnete die Apfelweinwirtschaft „Zur Stalburg“ in dem im Inneren weitgehend entkernten Gebäude, an das man im Osten eine schmale Toilettenanlage angesetzt hatte. Noch vor dem Ersten Weltkrieg, wahrscheinlich um 1900, erfolgten weitere Anbauten nach Osten, darunter ein Tanzsaal, sowie ein zweigeschossiges Wohngebäude an der heutigen Humboldtstraße. Ferner entstand südwestlich des Haupthauses eine Kegelbahn in einem selbstständigen Gebäude.
Gebäude und Nutzung sind im Wesentlichen bis heute unverändert erhalten geblieben. Bis 1934 war dort die Gastwirtsfamilie Doebel tätig, seitdem, mittlerweile in dritter Generation, die Familie Reuter. Seit 1998 finden im ehemaligen Tanzsaal Aufführungen des von dem Journalisten Michael Herl gegründeten Stalburg Theaters statt.

## Architektur

### Historisch

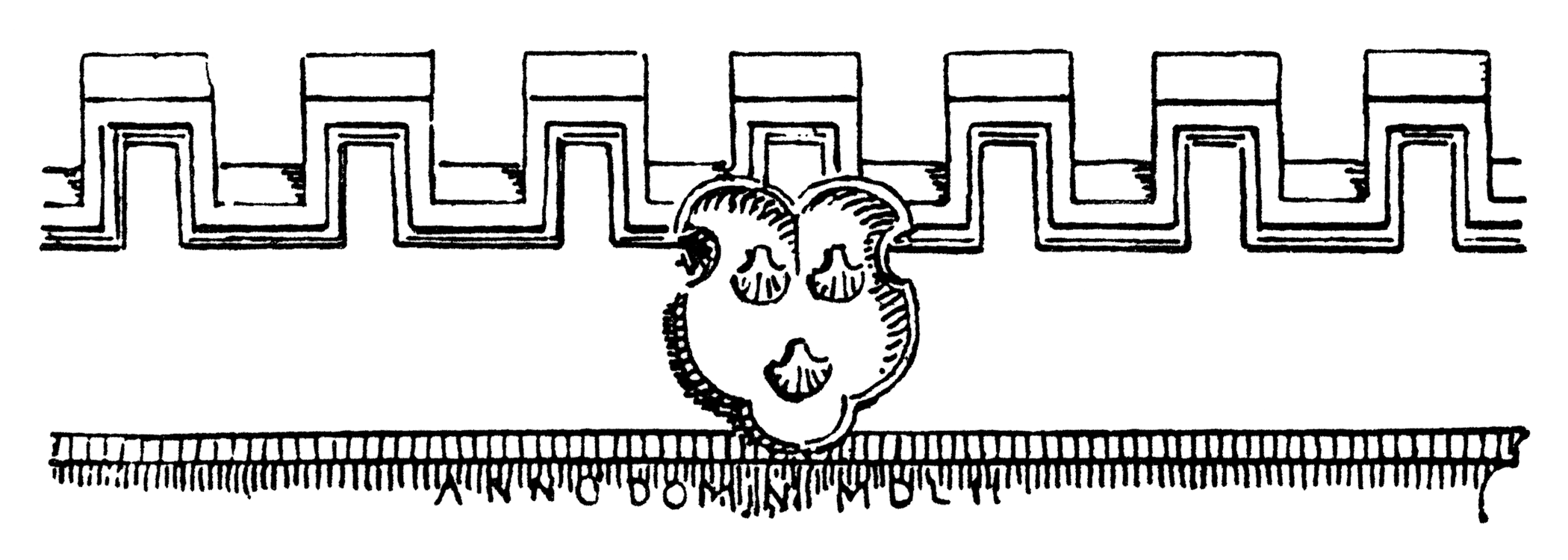
Inschrifttafel mit Zinnenkrönung, 1859
(Zeichnung von Julius Hülsen nach Carl Theodor Reiffenstein, 1914)

Wie oft vor der Barockisierung Um- oder Neubauten stattfanden, und zu welchem Anteil das heutige Gebäude noch ältere, also vorbarocke Substanz enthält, ist weder überliefert noch, soweit publiziert, erforscht. Die Darstellung auf dem Belagerungsplan lässt nicht mehr als den Rückschluss zu, dass bereits das 1552 niedergebrannte Gebäude eine kleinere, durch Zugbrücke erreichbare Wasserburg war, und auch damals nur aus einem Gebäude bestand (Weiherhaus).
Vor allem aufgrund der Arbeit von Carl Theodor Reiffenstein ist dagegen eine relativ detaillierte Beschreibung zumindest des Äußeren möglich, in dem sich die Anlage nach der Barockisierung ab 1734 bis 1839 befand. Ihr gesamtes Gelände, das rund 25 Morgen, also etwa 5 Hektar Land umfasste, war, von Alters her, durch eine umlaufende Hecke von der übrigen Gemarkung getrennt. Dies bestätigt der Belagerungsplan. Innerhalb dieses abgetrennten Bereiches stand das zweigeschossige Haupthaus auf rechteckigem Grundriss in einem Wassergraben.

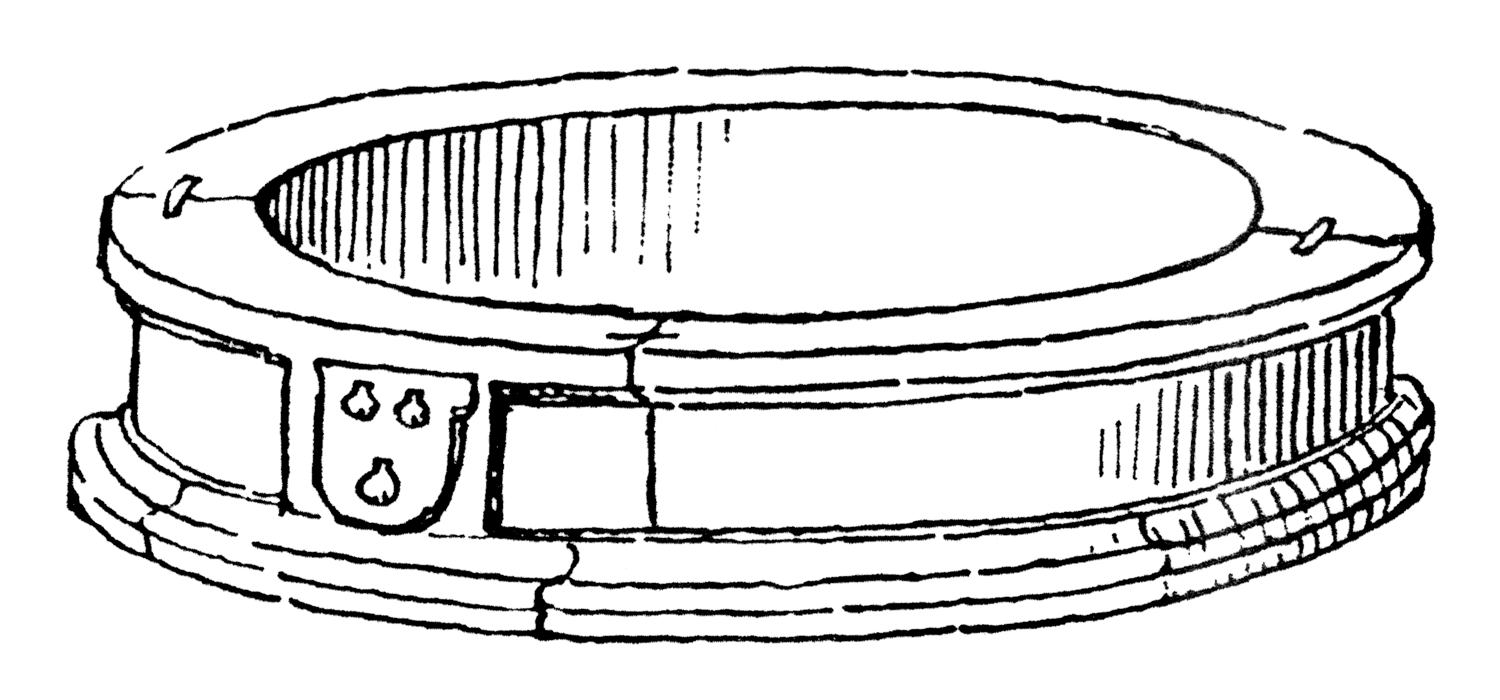
Brunnen im Garten, 1873
(Zeichnung von Julius Hülsen nach Carl Theodor Reiffenstein, 1914)

Der Wassergraben ließ hinter dem Haus etwas Raum für einen kleinen Garten, der auf diese Weise ebenfalls geschützt war. Eine Brücke mit zwei rund gewölbten Bögen führte zum Haupteingang mit zwei Stufen, über dem sich die Inschrifttafel von Kraft Stalburg, wohl sekundär, vermauert befand (und noch immer befindet, s. zum heutigen Zustand nachfolgender Abschnitt).
Die Inschrift verteilte sich zu beiden Seiten des Familienwappens. Dem Bauteil eigentümlich ist sein Charakter als Spolie eines sichtbar älteren Baues, oberhalb von Wappen und Inschrift verläuft eine fein profilierte Zinnenkrönung, weswegen es ursprünglich wohl eher als Supraporte oder Kaminaufsatz diente. Unklar bleibt, ob man das Bauteil 1552 neu schuf, und dann 1734 an der Stelle, wo es sich noch heute befindet, vermauerte, oder es noch älter ist, also aus dem 1552 zerstörten Vorgängerbau stammt.

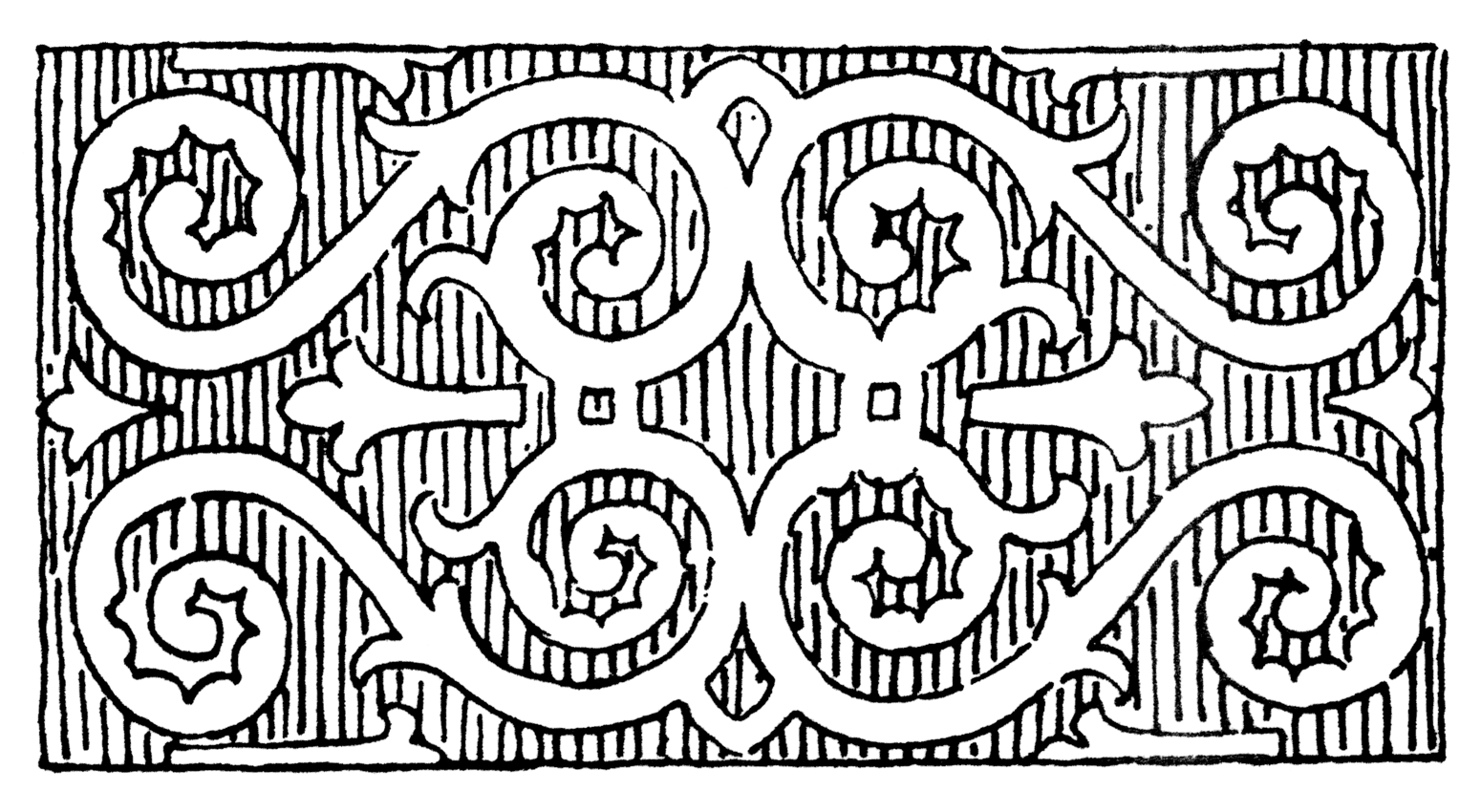
Bodenplatte des 16. Jahrhunderts, 1859
(Zeichnung von Julius Hülsen nach Carl Theodor Reiffenstein, 1914)

Die Längsseite des Hauses besaß eine Einteilung in sieben, die kürzere in drei Achsen. Die hohen Fenster zeigten, typisch für das Frankfurter Barock, schlichte rote Sandsteingewände und einen Schluss mit Stichbogen mit Blend-Schlussstein. Das steile, abgeknickte Walmdach, das noch auf den gotischen Ursprung des Gebäudes verwies, besaß oberhalb der Mittelachse mit dem Eingang einen kleinen, schlicht ornamentierten Dreiecksgiebel. Auf den Längsseiten befanden sich je zwei Gauben in zwei Reihen, auf den kurzen jeweils nur eine, sowie in den beiden äußeren Bereichen des Firstes je ein Schornstein.
Auf dem Gebiet des Hofes stand auch ein Brunnen, den Carl Theodor Reiffenstein wie folgt beschrieb:

„Er lag unter dunklen und wild verwachsenen Linden in einem in die Erde eingetieften Quadrat wie die meisten solcher Brunnen hiesiger Gegend, mit hinabführenden Treppen. Er hatte einen runden, aus blauen Steinen bestehenden Kranz, an dessen vorderer, nach dem Haus hin gerichteter Seite sich das von Stalburgische Wappen nebst der Jahreszahl 1734 befand, und vortrefflich erhalten war.“

Über die ursprüngliche Inneneinteilung ist nichts überliefert. Reiffenstein fand 1839 in dem in den Wassergraben einbezogenen Garten hinter dem Haus Bodenplatten wohl des einstigen Inneren, die stilistisch etwa in die Mitte des 16. Jahrhunderts gehören und somit wohl der Zeit des Wiederaufbaus durch Kraft Stalburg zuzuschreiben sind.

### Heutiger Zustand

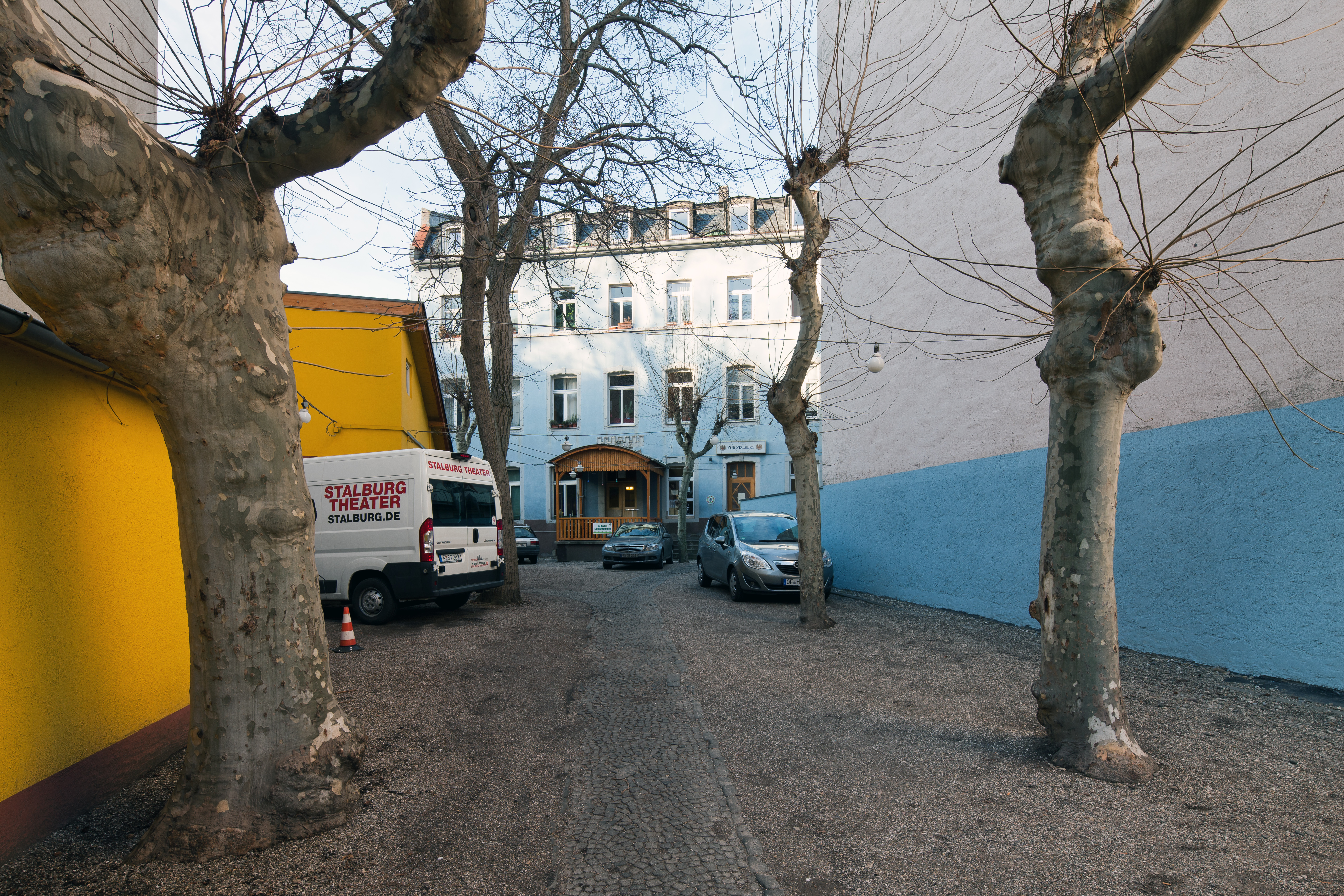
Hof mit Hauptgebäude von Süden, in der Vergrößerung ist die „Zinnenspolie“ aus dieser Perspektive gut erkennbar, Februar 2012

Das Gebäude hat heute eigene Hausnummern in der Glauburg- und in der Humboldtstraße, springt aber rund 15 Meter nach Norden hinter der Straßenflucht zurück, die das späte 19. Jahrhundert auf dem Reißbrett festlegte. Sein gegenüber der übrigen Bebauung älterer Ursprung ist im Luftbild daran zu erkennen, dass es leicht gegen die vorherrschenden Bebauungsachsen verdreht ist.
Auf dem historischen Erd- und Obergeschoss sitzt der zweite Stock und das flache Mansarddach aus den 1870er Jahren. Nach Osten sind die aufgrund der Baunähte und Innenraumaufteilung sichtbar unabhängig voneinander entstandenen Anbauten angesetzt – Toilettenanlage, Tanzsaal und das heute vom Theater genutzte Wohngebäude von vorstädtischen Dimensionen, das bündig an der Humboldtstraße abschließt.

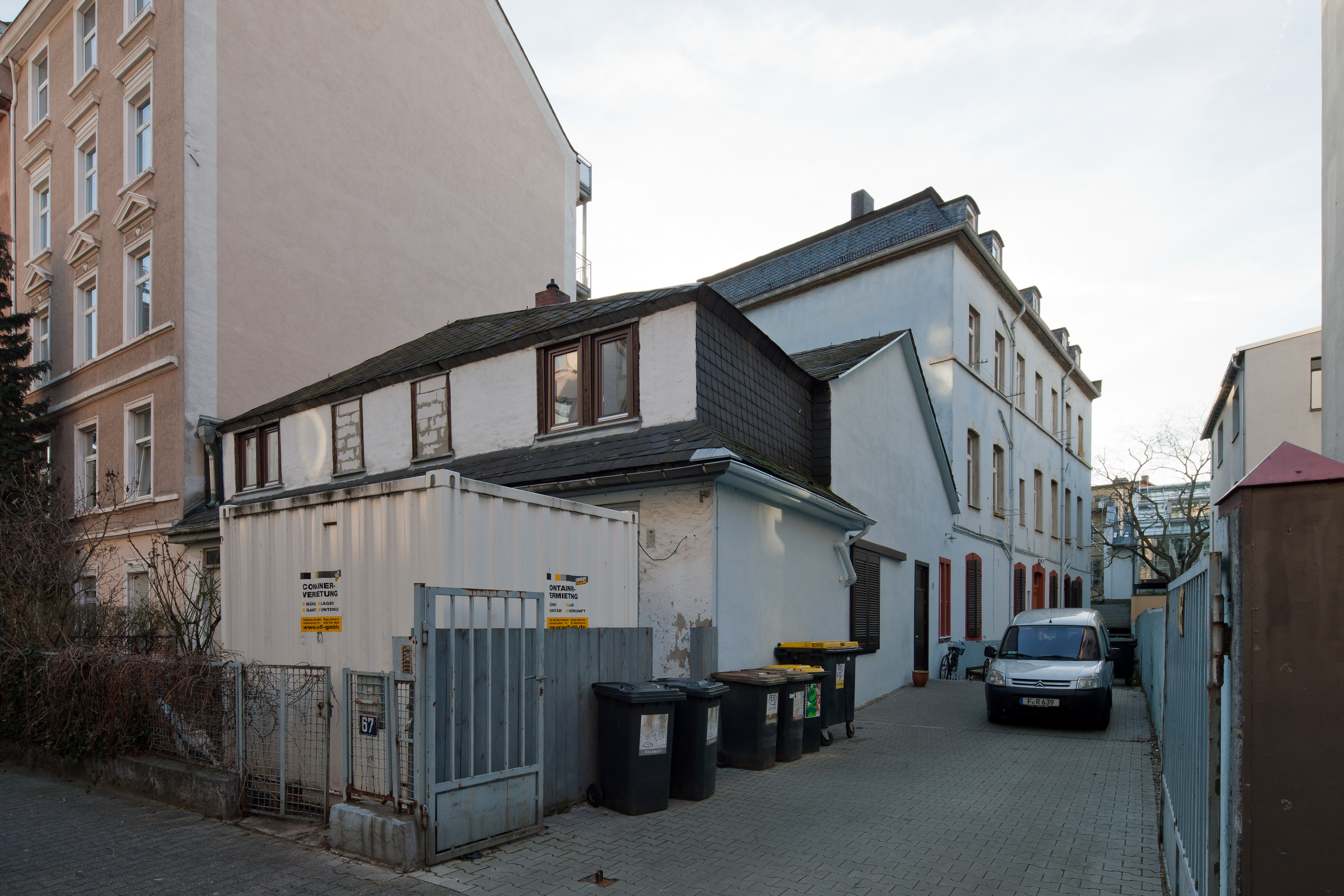
Nordseite des Haupthauses und östliche Anbauten von Osten, Februar 2012

An den Längsseiten des einstigen Hauptgebäudes ist die Einteilung in jeweils sieben Fensterachsen erhalten geblieben, die sich konsequent bis in die Gauben des Dachstuhls fortsetzt. Ebenfalls noch vollständig vorhanden sind die alten, mit Stichbogen überwölbten barocken Gewände mit Schlussstein – im Kontrast zu den rechteckigen des später aufgesetzten zweiten Obergeschosses. Dabei sind die Fenster an den kurzen Seiten alle vermauert, was ihnen den Charakter von Brandwänden gibt. Allerdings kann man sie an der Westseite aufgrund ihres plastischen Charakters unter der Farbe erkennen.
An den langen Seiten sind die Fenster an der über die Humboldtstraße zugänglichen Nordseite zu einem Großteil noch geöffnet, nur das zweite von Osten im Erdgeschoss und das dritte von Osten im Obergeschoss wurden vermauert. Das augenscheinlich alte Portal in der mittleren Achse des Erdgeschosses trägt die Hausnummer. Es erschließt über ein aus der Zeit der Umwandlung in eine Gaststätte stammendes, gusseisernes Treppenhaus die Obergeschosse, die heute als Mietwohnungen genutzt werden.

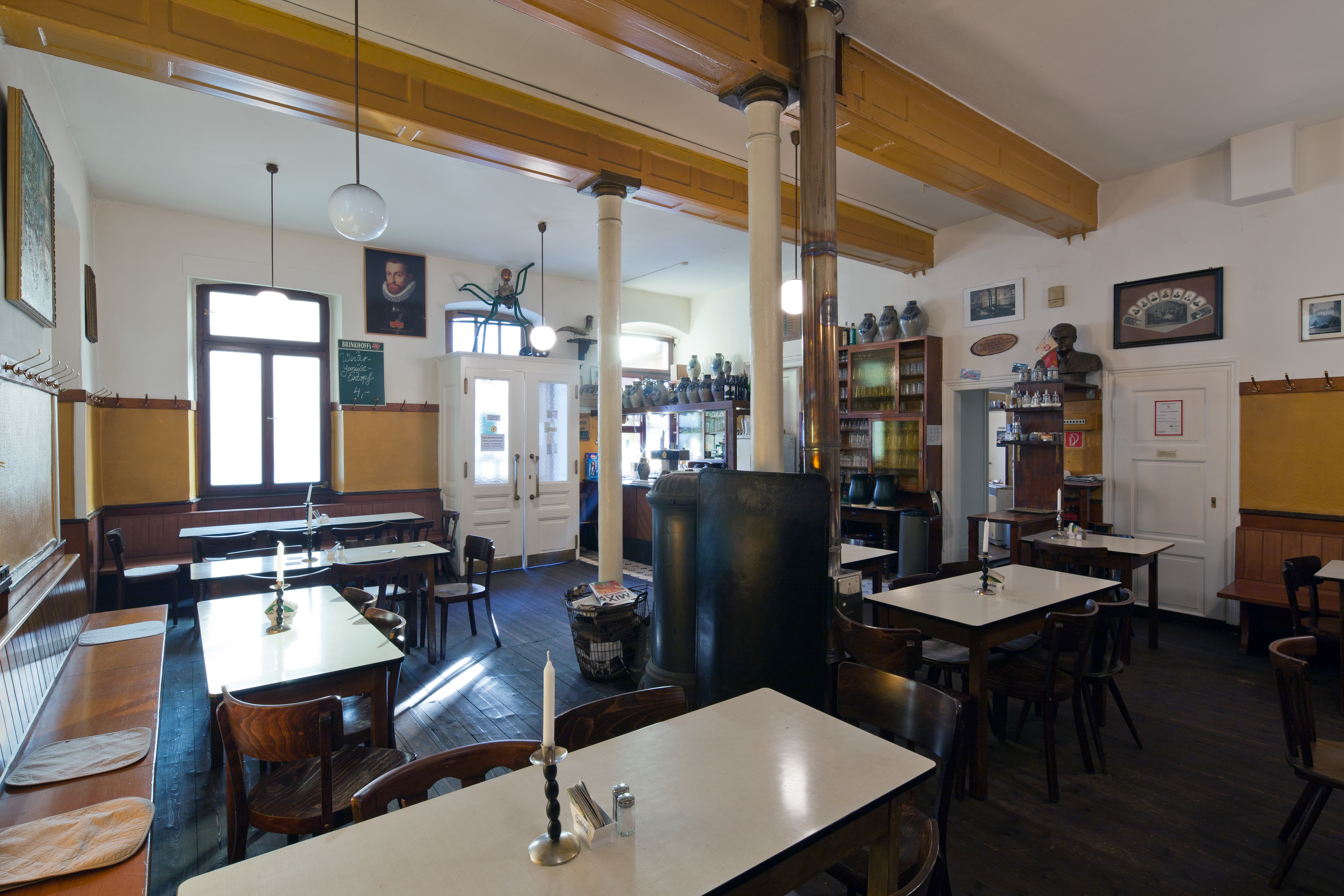
Schankraum des Haupthauses von Nordosten, Februar 2012

Die Südseite ist über die Glauburgstraße erschlossen. Die Fenster im Erd- und Obergeschoss sind dort sämtlich geöffnet. Das Hauptportal befindet sich in der mittleren Achse des Erdgeschosses, ein pavillonartiger Vorbau verdeckt dabei große Teile des darüber befindlichen „Zinnenspolie“ mit dem Wappen, in dem die für die Familie charakteristischen drei Muscheln unter mehreren Schichten Farbe gerade noch auszumachen sind. Während das einstige Hauptportal in einen als Raucherraum genutzten Nebenraum der Gastwirtschaft führt, befindet sich der Haupteingang zwei Achsen weiter östlich in einem nach unten ausgebrochenen ehemaligen Fenster.

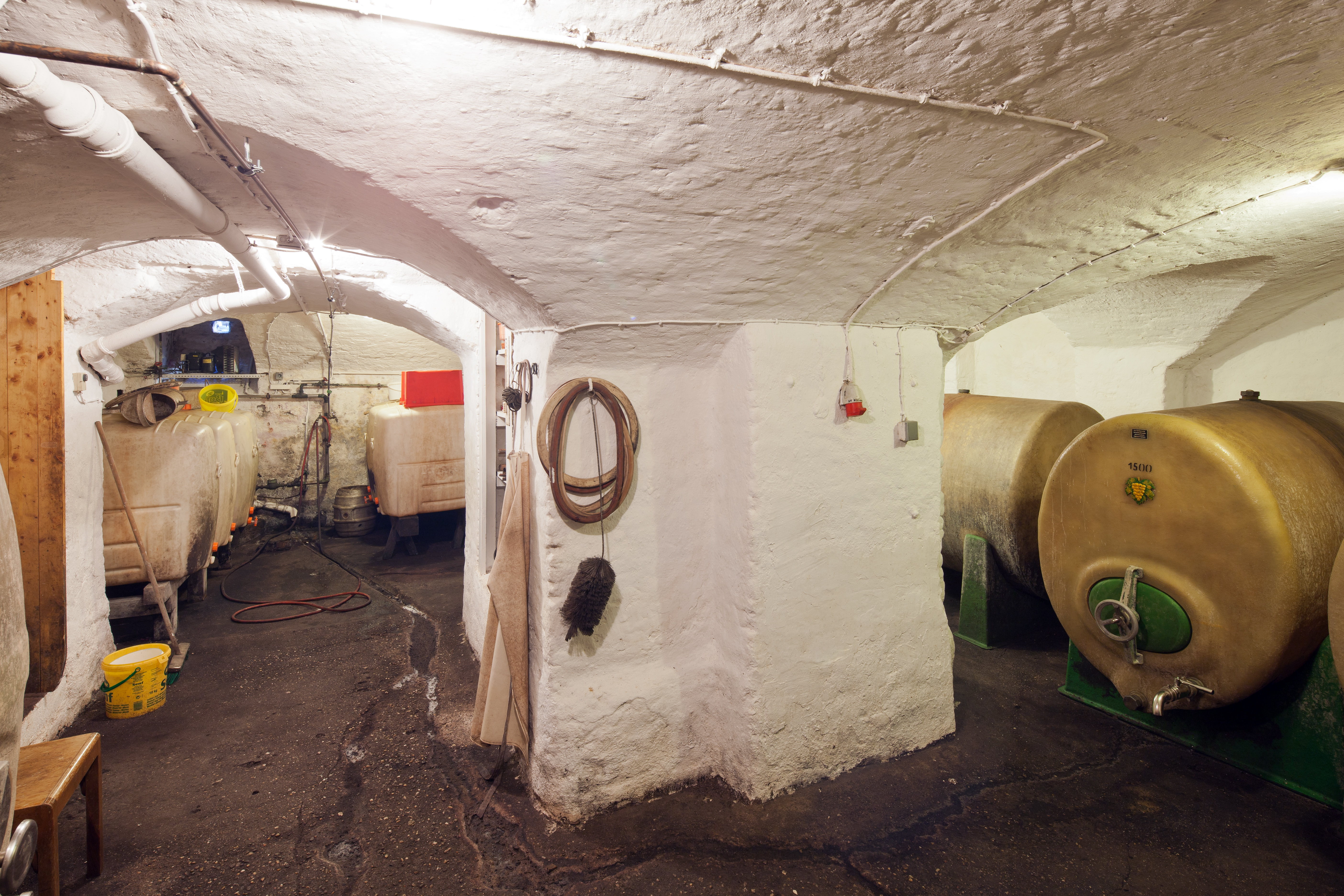
Keller unter dem Schankraum von Südwesten, Februar 2012

Die östlichen drei mal drei Achsen des Erdgeschosses beinhalten heute den großen Schankraum der Gastwirtschaft. Die Decke wird von zwei massiven Unterzügen getragen, die ihrerseits auf gusseisernen Säulen ruhen. Türen erschließen von dort aus mit den östlichen Teilen vor allem des Stalburg Theaters, im Westen den Raucherraum sowie einen Mittelgang, der zu den übrigen, nichtöffentlichen Teilen des Erdgeschosses führt und ungefähr in der Mitte auf das südlich einstechende Treppenhaus stößt.
Unter dem Treppenhaus liegt eine sichtbar ältere Treppe, die zu verschiedenen Kellerräumen führt. Sie sind ähnlich den Verhältnissen des Erdgeschosses über einen zentralen Mittelgang erschlossen und größtenteils tonnengewölbt, ein Raum besitzt eine Balkendecke. Im Osten befindet sich unter dem Schankraum ein annähernd quadratischer Raum, der aufgrund seiner Bauweise wohl noch auf die Ursprünge der Anlage zurückgeht. Er ist von überschneidenden Tonnen gewölbt, die auf einem massiven Mittelpfeiler ruhen.
Trotz des somit vergleichsweise hohen Anteils an originaler Bausubstanz und der Bedeutung als eines der ältesten zumindest in Teilen erhaltenen Gebäude außerhalb des historischen Stadtgebietes steht das Gebäude nicht unter Denkmalschutz.